# Kirgisische Streitkräfte
Die Kirgisischen Streitkräfte sind das rund 12.000 Soldaten umfassende Militär Kirgisistans.
Es ist in die Teilstreitkräfte Heer und Luftwaffe sowie eine Nationalgarde gegliedert.

## Haushaltsmittel
Im Jahr 2023 wendete Kirgisistan 116 Millionen US-Dollar für seine Streitkräfte auf, zusätzlich standen 3,5 Millionen US-Dollar Militärhilfe der USA zur Verfügung.

## Wehrpflicht
Es besteht eine allgemeine Wehrpflicht mit einer Dienstzeit von 18 Monaten. 2006 wurde die Dauer der Dienstzeit auf 12 Monate verkürzt. Der 29. Mai wird jährlich offiziell als Tag der Streitkräfte begangen.
Im Februar 2021 wurde das 2014 abgeschaffte Verteidigungsministerium des Landes per Erlass des neu gewählten Präsidenten Sadyr Dschaparow wieder errichtet.

## Struktur

### Heer
Das 8.500 Soldaten umfassende Heer gliedert sich in drei Bataillone, Spezialeinsatzkräfte, ein Fernmelderegiment, die 8. mot. Schützenbrigade, ein Artillerieregiment und eine Gebirgsbrigade.

#### Ausrüstung
Das Heer ist mit 150 T-72-Kampfpanzern, 30 BRDM-2-Spähpanzern, 230 BMP-1-Schützenpanzern, 90 BMP-2-Schützenpanzern, 25 BTR-70- und 10 BTR-80-Schützenpanzerwagen ausgerüstet.
Die Artillerie umfasst 100-mm-M-1944-Geschütze, 107-mm-D-30-Geschütze, 122-mm-M-30-Haubitzen, 152-mm-D-1-Haubitzen, 122-mm-2S1-Selbstfahrlafetten, 120-mm-2S9-Haubitzen, 122-mm-BM-21-Mehrfachraketenwerfer, 220-mm-9P140-Uragan-Mehrfachraketenwerfer, 120-mm-2S12-Sani-Granatwerfer, 120-mm-M-120-Granatwerfer, RPG-7-Panzerfäuste, 73-mm-SPG-9-Panzerabwehrkanonen, 100-mm-MT-12/T-12-Panzerabwehrkanonen, 9M14-Maljutka-Panzerabwehrraketen, 9K111-Fagot-Panzerabwehrraketen, 9K113-Konkurs-Panzerabwehrraketen, 23-mm-ZSU-23-4-(SfL)-Flugabwehrkanonen, 57-mm-S-60-Flugabwehrkanonen und 9K32-Strela-2-Flugabwehrraketen.

### Luftstreitkräfte
Die 2.500 Soldaten umfassende Luftwaffe ist mit sieben Flugzeugen (vier Strahltrainer Aero L-39C „Albatros“, deren Einsatzbereitschaft fraglich ist und drei Transportflugzeugen An-26) und mit Hubschraubern (Kampfhubschrauber Mi-24 und Transporthubschrauber Mi-8, deren Einsatzbereitschaft fraglich ist) ausgestattet.
Die Luftabwehr besitzt drei stationäre Luftabwehreinheiten: Eine S-75 und zwei S-125, die bei der Hauptstadt Bischkek stationiert sind. Es wurden unbemannte Flugfahrzeuge beschafft: Die Kampfdrohnen Bayraktar TB2 und die aus heimischer Produktion stammende Saara-02 sowie die Aufklärungsdrohnen Orlan-10B und WJ-100.

### Nationalgarde
Die Nationalgarde besteht aus rund 1.000 Soldaten. Sie wurde per Dekret des Präsidenten im Dezember 1991 gegründet. 2016 wurde die Führung an den Generalstab der kirgisischen Streitkräfte übertragen.

## Einsätze
Bei den Unruhen in Kasachstan 2022 wurden nach Zustimmung des Parlaments kirgisische Truppen nach Kasachstan entsendet, um die kasachische Regierung zu unterstützen. Die Armee kam auch bei den Grenzstreitigkeiten mit Tadschikistan, den Unruhen in Südkirgisistan 2010 und dem Batken-Konflikt zum Einsatz.

## Galerie

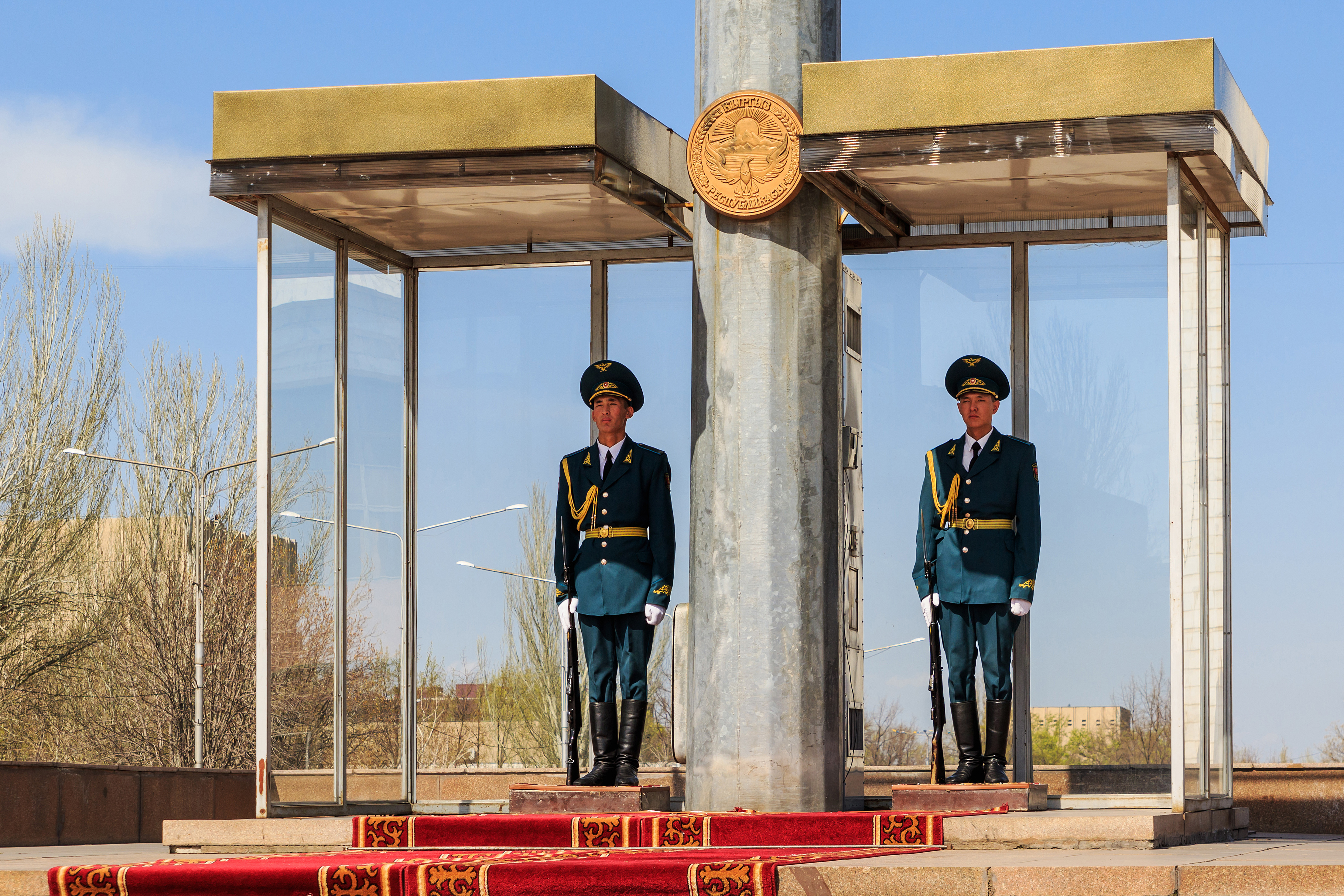
Ehrengarde in Bischkek
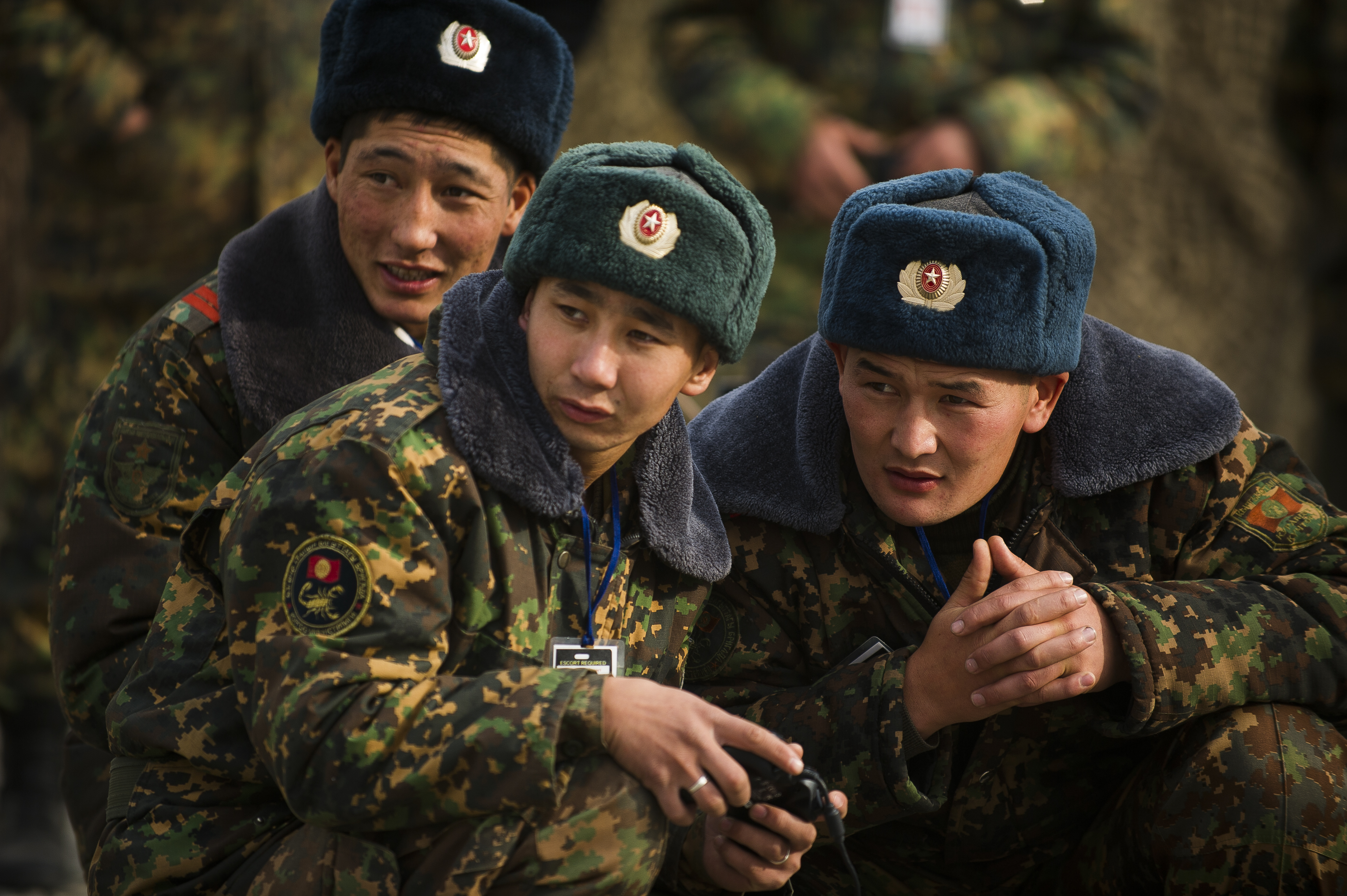
Soldaten des kirgisischen Militärs
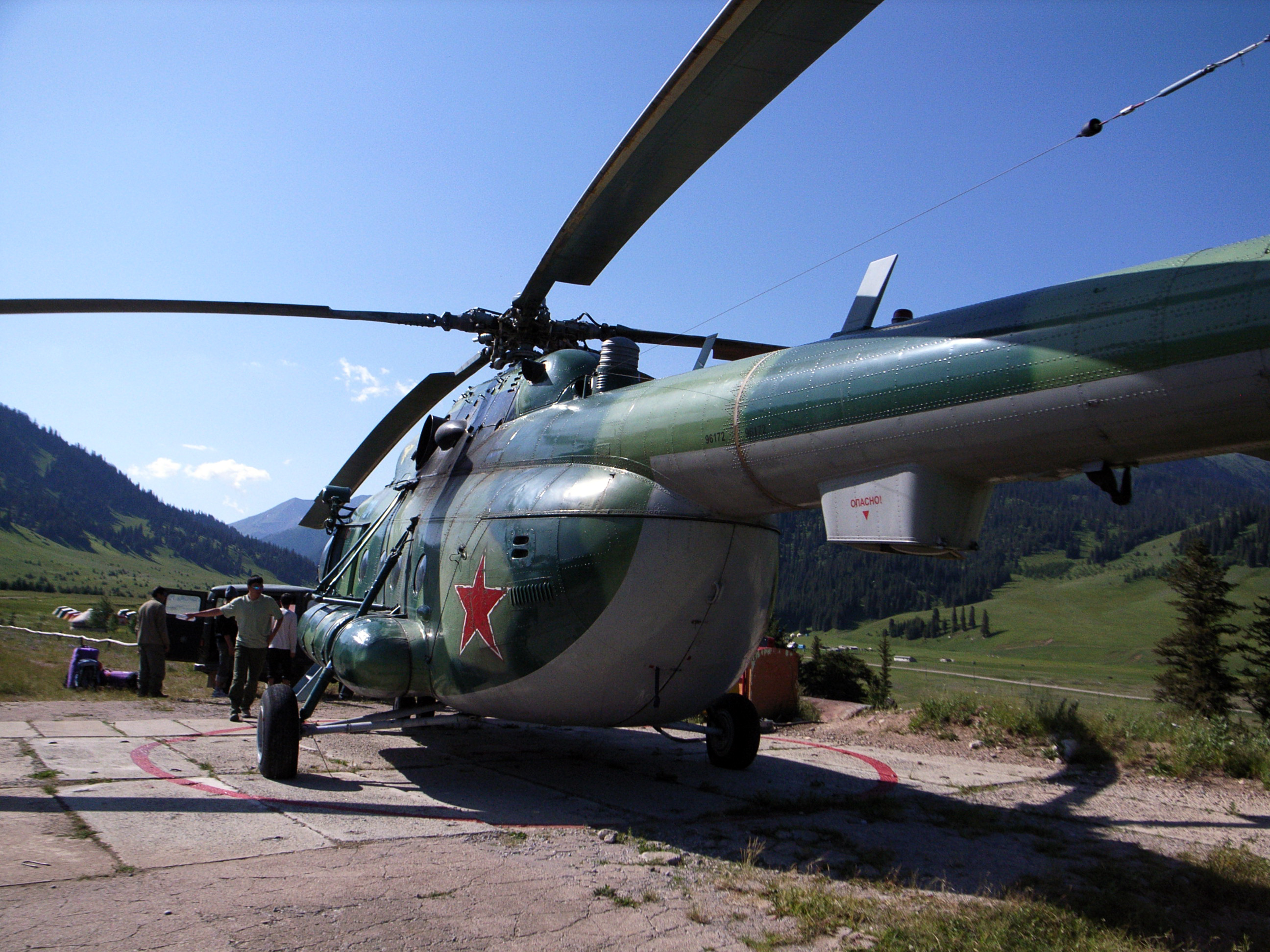
Mi-8 der kirgisischen Luftwaffe